# Pterorhinus delesserti
Pterorhinus delesserti là một loài chim trong họ Leiothrichidae.